# Planica
Planica is een Alpen-vallei bij Rateče in de gemeente Kranjska Gora in het noordwesten van Slovenië. Planica is bekend om het skivliegen, de extreme vorm van schansspringen.

## De schans
De eerste skischans werd gebouwd voor 1930 bij de berg Ponca. In 1934 bouwde Stanko Bloudek een grotere skischans en in 1969 kwam de nieuwe K-185-schans, Letalnica bratov Gorišek. Tussen 1985 en 2011 werden alle wereldrecords in het schansspringen hier behaald. In 1994 ging de Fin Toni Nieminen hier voor het eerst over 200 meter en in 2005 sprong de Noor Bjørn Einar Romøren 239 meter. Dit wereldrecord hield stand tot 2011 toen een grotere schans, de Vikersundbakken in Noorwegen, in gebruik werd genomen.

## Wedstrijden
Elk jaar wordt in Planica een wereldbekerwedstrijd gehouden. Eens in de 10 jaar worden de wereldkampioenschappen skivliegen afgewerkt. De laatste keer was in 2010.